# MOON (バンド)
MOON(ムーン)は日本のバンド。

## 来歴
1992年、矢嶋良介を中心に結成し、シングル1枚をリリースしたが、矢嶋がソロ活動を開始したため、活動を終了することになった。後に、辺見さとしは、藍澤刹那のプロジェクトDEEP'Sに加入し、高砂圭司がこのバンドのレコーディングに参加した。JASRACので登録時は本来のMOONではなく、THE MOONになっている。

## メンバー
- 矢嶋良介 - ボーカル
- 辺見さとし - ギター
- 高砂圭司 - ベース
- 清水俊樹 - ドラム

## ディスコグラフィー（シングル）
- 時間（とき）が止まらない(1992/09/30)

## タイアップ一覧
| 起用年 | 曲名             | タイアップ                   |
| ------ | ---------------- | ---------------------------- |
| 1992年 | 時間が止まらない | キリンビール「秋味」CMソング |